# Science Citation Index
Science Citation Index（サイエンス・サイテーション・インデックス、略称：SCI）は、サイテーションインデックスの一つであり、初版は1960年にEugene Garfieldが設立したInstitute for Scientific Information (ISI)により作成された。現在はトムソン・ロイターが所有している。拡張版のScience Citation Index Expandedは、1900年から現在までの150分野6,500以上の著名かつ重要な学術雑誌をカバーしている。厳密な選定プロセスにより、それらは世界をリードする科学・技術雑誌とみなされている。このサイテーションインデックスは、Web of Knowledgeの一部であるWeb of Science (en)によりオンラインで利用することができる（収録雑誌数の少ないCD版と印刷版もある）。研究者はこのデータベースを利用することにより、ある先行論文を参照している、またはある著者の論文を参照しているのはどの論文か、あるいは最も参照されている論文はどれか、を調べることができる。トムソン・ロイターはまた、Specialty Citation Indexesと称するいくつかの分野限定版も販売している。この中には例えばNeuroscience Citation IndexやChemistry Citation Indexがある。